# Idiodiaptomus gracilipes
Idiodiaptomus gracilipes је животињска врста класе Crustacea која припада реду Calanoida и фамилији Diaptomidae.

## Угроженост
Подаци о распрострањености ове врсте су недовољни.

## Распрострањење
Ареал врсте је ограничен на једну државу. 
Бразил је једино познато природно станиште врсте.

## Станиште
Станиште врсте су слатководна подручја.